# فرودگاه محلی پرات
 فرودگاه محلی پرات (به انگلیسی: Pratt Regional Airport) (به زبان بومی: Pratt AAF) یک فرودگاه همگانی بهره‌برداری هوایی با کد یاتا PTT است که یک باند فرود بتن دارد و طول باند آن ۱۶۷۶ متر است. این فرودگاه در کشور ایالات متحده آمریکا قرار دارد و در ارتفاع ۵۹۵ متری از سطح دریا واقع شده است.